# Seguretat Social
|  | Aquest article tracta sobre servei estatal de benestar social. Si cerqueu el grup de música, vegeu «Seguridad Social (grup de música)». |

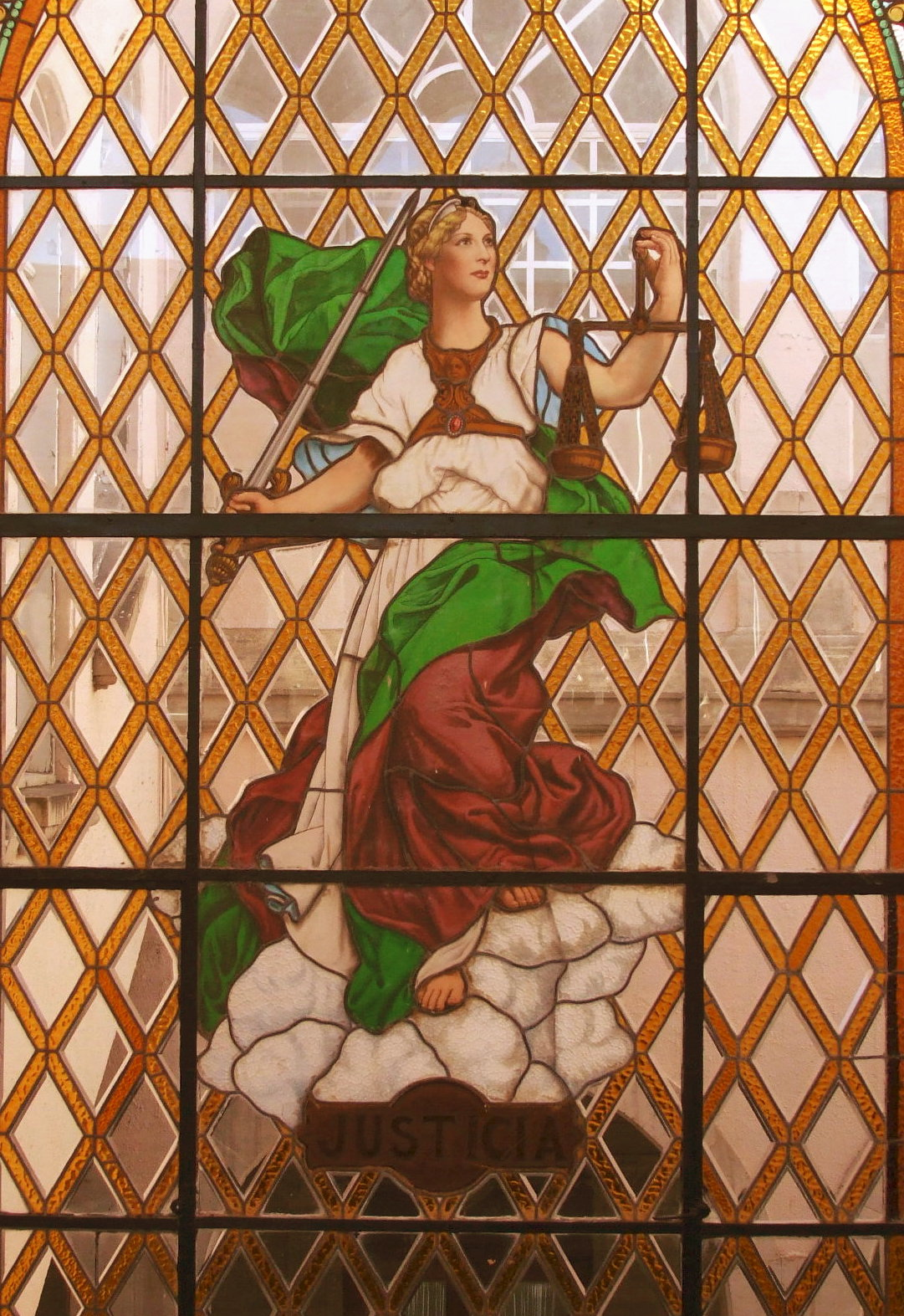
Personificació de la justícia social

La Seguretat Social ve garantida, a Espanya, per l'article 41 de la Constitució Espanyola de 1978 que diu que "Els poders públics mantindran un règim públic de Seguretat Social per a tots els ciutadans que garanteixi l'assistència i prestacions socials suficients davant situacions de necessitat, especialment en cas de desocupació. L'assistència i prestacions complementàries seran lliures".
Com a norma de desplegament més important, la Seguretat social a Espanya està regulada pel Reial Decret Legislatiu 1/1994 de 20 de juny, pel qual s'aprova el text refós de la Llei General de la Seguretat social. Aquesta norma ha sigut modificada en nombroses ocasions, per la qual cosa per a consultar-la és convenient disposar d'una edició actualitzada o a una base de dades de legislació.
La finalitat de la Seguretat social és garantir a les persones compreses al seu camp d'aplicació (per realitzar una activitat professional o per complir els requisits exigits en la modalitat no contributiva, així com als familiars o assimilats que tingueren a càrrec seu), la protecció social adequada enfront de les contingències i en les situacions que contempla la llei.
El camp d'aplicació, a efectes de la modalitat contributiva, comprèn els espanyols que resideixin a Espanya i els estrangers que resideixin o es trobin legalment a Espanya, sempre que, en ambdós supòsits, exerceixin la seva activitat en territori nacional: 
- Treballadors per compte d'altri.

- Treballadors per compte propi o autònoms.

- Socis treballadors de les cooperatives de Treball Associat.

- Estudiants.

- Funcionaris.

A efectes de la modalitat no contributiva, estaran compresos els espanyols que resideixin a Espanya.

## Estructura del Sistema de Seguretat social
El Sistema espanyol de Seguretat Social està integrat pels règims següents:
- Règim General,[1] el més àmpliament aplicat i supletori dels altres.
  - Dins el Régimen General de la Seguretat Social Espanyola, hi ha diferents sistemes especials de la Seguretat social.[2]
- Règíms Especials[3] per a determinades activitats professionals per la seua naturalesa, les seues peculiars condicions de temps i lloc o per l'índole dels seus processos productius:
  - Règim Especial dels Treballadors per Compte Propi o Autònoms (RETA).
  - Règim Especial dels Treballadors de la Mar.[4]
  - Règim Especial dels Treballadors de la Llar.
  - Règim Especial de la Mineria del Carbó.
  - Règim Especial Agrari
  - Funcionaris.[5]
  - Assegurança escolar

Aquests règims especials estan regits pels principis d'homogeneïtat i de tendència a la unitat amb el Règim General.

## Afiliació i cotització
L'afiliació és obligatòria i única per a la vida de la persona i per a tot el sistema.
Les altes i baixes, inicials o successives, han de reflectir formalment la vida laboral de la persona.
La cotització (o pagament de quotes) és obligatòria des del mateix moment en què es realitzi l'activitat (encara que no s'hagi realitzat formalment l'afiliació, alta o baixa).

## Acció protectora
L'acció protectora de la Seguretat social abasta:
- Prestacions de malaltia i de maternitat (assistència sanitària, incapacitat temporal i maternitat)
- Prestacions d'invalidesa (la qual cosa inclou les destinades a mantenir o millor el poder adquisitiu)
- Prestacions de vellesa
- Prestacions de supervivència: orfandat i viduïtat
- Prestacions per accidents laborals i malalties professionals
- Subsidis de defunció
- Prestacions de desocupació
- Prestacions familiars
- Les prestacions no contributives de l'Imserso i els òrgans competents en matèria de pensions no contributives de les comunitats autònomes.[6]